# 深坂越
深坂越（ふかさかごえ）は、近江国塩津と越前国敦賀との間を結ぶ古道。塩津山越え・塩津道とも呼ばれ、深坂越ないし新道野越を経由して塩津と敦賀を結ぶ経路は塩津街道（五里半越）と呼ばれる。古代から用いられた道路であるが、新道野越が整備された近世以降は重要性は薄れた。
また、福井県敦賀市と滋賀県長浜市を隔てる山地上の鞍部をいうこともあり、その峠を指して深坂峠と呼ぶ。
深坂古道の名称で全長3.8kmのハイキング・コースとして整備されており、道中には平重盛の運河伝説にちなむ深坂地蔵［堀止（め）地蔵・塩かけ地蔵］や笠金村・紫式部の歌碑などがある。

## 地理
深坂越は越前と近江を結ぶ主要道路で、歌人の笠金村のほか、紫式部が父の藤原為時に同行した際にも通ったとされる。
特にルート上の野坂山地に位置する小地塊山地上の鞍部をいうこともあり、福井県敦賀市追分から滋賀県長浜市西浅井町沓掛に至る旧街道の峠である。標高は364メートル、標高差はおよそ250メートルである。隣接する峠には新道野越や七里半越がある。

### 整備状況
知りぬらむ
往き来にならす
塩津山
世に経る道はからきものぞと
深坂古道とも呼ばれており、中部北陸自然歩道の一部となっている。また、『湖国百選 水編』（1988年）には「深坂地蔵掘り止めの水」が、同『街道編』（1989年）には「深坂越」が、指定されている。
滋賀県側は沓掛スノーステーションを起点とする旧道と、近江鶴ケ丘バス停を起点とする新道の双方があり、このうち旧道は2013年に整備されて再び通行が可能になった。この旧道と新道の合流地点の先から深坂地蔵への参道が続いており、深坂地蔵堂には多くの参拝者が訪れる。福井県側は、本来の古道がやや拡張されているもののそのままの経路で残されており、かつてこの峠を越えた歌人の笠金村（後述）や紫式部の歌碑や、古道の由来を記した複数の案内板が設置されている。交通の基盤は近世に開かれた新道野越（国道8号）に譲っている。

### 峠へのアクセス
- 福井県より
  - 北陸自動車道敦賀IC – 国道8号（長浜、彦根方面） – 国道161号 – 深坂古道北口 – 深坂越 – 国道8号
  - 北陸本線（JR西日本）新疋田駅 – 深坂古道北口 – 深坂越[2]
- 滋賀県より
  - 北陸自動車道木之本IC – 国道8号（敦賀、福井方面） – 深坂古道南口 – 深坂越 – 国道161号
  - 北陸本線（JR西日本）近江塩津駅 – 湖国バス停「近江鶴ヶ丘」 – 深坂越[12]

## 歴史

### 中世以前
古代から中世にかけては、敦賀から深坂越を経由し塩津に至る塩津街道（五里半越）が、北国と近江とを結ぶ幹線道路とし用いられた。野坂山地の峠が日本列島を横断する交通路として栄えたのは、他の本州を縦断する山脈の中にあって馬でも容易に越えることができる程度に標高が低く、また琵琶湖や淀川（瀬田川・宇治川）の水運と接続し京都や大阪へと北国の物資を輸送するのにも都合がよかったためである。律令制下の駅馬制においては、海津を起点とする七里半街道が官道であったと考えられるが、琵琶湖水運と接続する場合は、陸路の短い塩津街道が選ばれたと推測される。
深坂越は、『万葉集』において
塩津山打ち越え行けば我乗れる馬ぞつまづく家恋ふらしも—笠朝臣金村
と歌われていることから窺えるように道が険しく、勾配も急で積雪量も多かったため、塩津街道最大の難所とされた。そのため新道野越を経由して大浦に至る経路が開発されている。新道野越は塩津への経路としても利用されており、塩津街道は深坂越経由・新道野越経由の2経路の総称として用いられる。
敦賀 – 琵琶湖間には歴史上複数回に渡り運河を通そうとする計画が持ち上がっている。このような計画は、不確かなものまで含めると平安時代末期にまで遡ることができる。それは平清盛が嫡男平重盛に塩津から深坂越を経て敦賀を結ぶ運河の掘削を命じたとされるものであるが、後代の江戸時代中期に記された橘南谿『北窓瑣談』における
平清盛相国、小松内府に命じ、近江国琵琶湖を北海へ切落し、新田を開かんとし、敦賀へ越る道中塩津の山中深坂といふ所に、其切開きかゝりし迹、今に残れり。近来河村、松浦が輩、又此事をいひて、北海へ湖水を落さん事を謀れども、其事ならず。

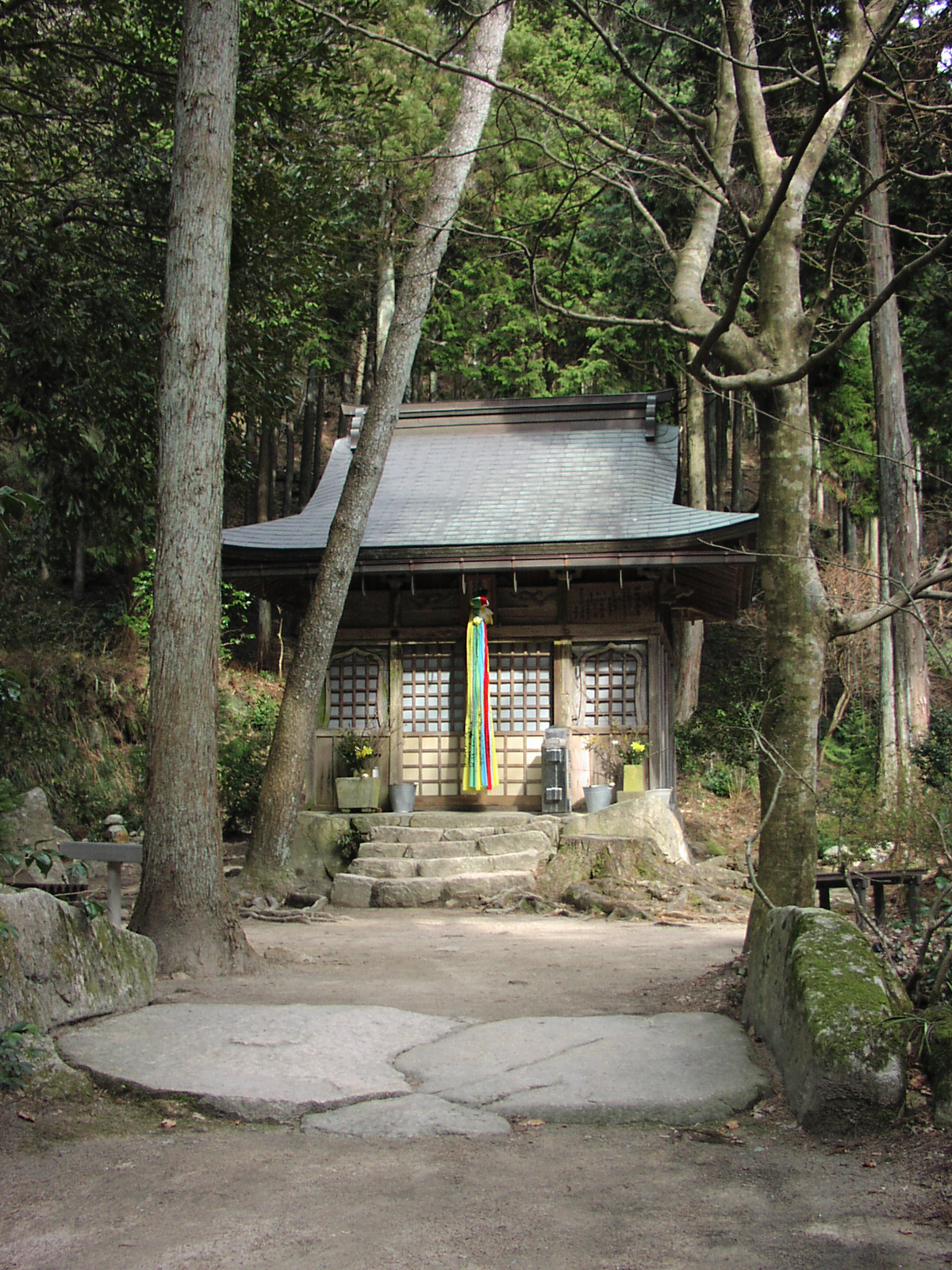
滋賀県側にある深坂地蔵堂

との記述に基づくものであり、伝説の域にとどまる。現代にも残る深坂地蔵は、このとき掘り当てられた巨岩とされ、この巨岩に工事を阻まれ、これを砕こうとするとけが人が続出したため、地蔵仏として祀ったと伝えられている。

### 近世
天正8年（1580年）に勾配が緩く積雪も少ない新道野越が開かれた後、江戸時代初頭には深坂越の重要性は薄れていく。また寛文期には西廻り航路の成立を受け、敦賀 – 琵琶湖経由の流通路も衰退した。
敦賀 – 琵琶湖間の運河計画については江戸時代をつうじて複数の記録がある。まず寛文10年（1670年）に深坂を通る経路での運河計画が検討されているが、深坂越は陸路とされている。深坂に運河を掘るとしたものとしては元禄8年（1695年）のものが挙げられ、この計画では水運とともに琵琶湖周辺域の治水も目的とされた。享保4年（1719年）には、麓の集福寺 – 駄口間を掘り抜くとする計画が立てられているが、深坂越は陸路で荷を運ぶとされており、運河ではなく琵琶湖の水位を下げ新田開発をおこなうことを目的とした水路の計画であった。
安政4年（1857）には、敦賀 – 塩津間の陸路整備（敦賀側を小浜藩、近江側を幕府が担当）の一環として、深坂峠は2丈5尺切り下げられ道も拡幅された。また整備の出資者である京都町人で小浜藩御用達の小林金三郎・京都の糸割符村瀬孫祐により問屋も立てられている。この経路は旧来の七里半街道よりも1里ほど短かったが、峠の勾配が急であり、冬場は雪により通行が困難になることから、文久2年（1862年）までには再び旧道が用いられるようになっていた。文久3年（1863年）には、小浜藩敦賀町奉行所産物方による計画を伝えられた後、幕府の役人により検分がなされ、深坂峠を追分から2丈切り下げ、深坂新道入口 – 大浦谷の新村間に道を開くとの計画が新たに立てられている。このことからも、安政4年に整備された道がうまく機能していなかったことが窺える。